# Arotrophora
Arotrophora is een geslacht van vlinders van de familie bladrollers (Tortricidae), uit de onderfamilie Tortricinae.

## Soorten
- A. anemarcha Lower, 1902
- A. arcuatalis (Walker, 1865)
- A. canthelias Meyrick, 1910
- A. cosmoplaca Lower, 1903
- A. chionaula Meyrick, 1910
- A. diadela Common, 1963
- A. ericirra Common, 1963
- A. euides (Turner, 1926)
- A. humerellus (Walker, 1866)
- A. myophanes Turner, 1945
- A. ochraceellus (Walker, 1863)
- A. polypasta Turner, 1945
- A. siniocosma Turner, 1926